# Biblioteka opactwa św. Piotra w Salzburgu
Biblioteka opactwa św. Piotra w Salzburgu (niem. Erzabtei St. Peter Bibliothek) – biblioteka kościelna klasztoru św. Piotra w Salzburgu w Austrii, założona w VIII wieku, najstarsza biblioteka w Austrii.

## Historia
Biblioteka powstała w VIII wieku, jest to najstarsza austriacka biblioteka. W latach 1705–1707 za czasów opata  Placidusa Mayrhausera utworzono tzw. Zellenbibliothek – salę zbiorów historycznych w stylu rokokowym na miejscu wcześniejszych cel klasztornych. Część bibliotecznych kodeksów trafiła w pierwszej połowie XIX wieku do Monachium, Paryża i Wiednia. 925 kodeksów zostało zarchiwizowanych na mikroformach, którymi dysponuje Hill Museum & Manuscript Library w Stanach Zjednoczonych.
W latach 90. XX wieku dyrektorem biblioteki był prof. Friedrich K. Hermann. Od początku XXI wieku dyrektorką biblioteki jest Sonja Führer.

## Zbiory
Księgozbiór liczy około 120 000 woluminów, w tym 1289 rękopisów (m.in. manuskrypt Verbrüderungsbuch biskupa Wirgiliusza z 784 roku), około 1000 inkunabułów oraz 788 grafik, w tym kolekcję graficzną ojca Gregora Reitlechnera. Zbiory obejmują m.in. literaturę historyczną, kościelną, muzykalia, w tym dzieła Wolfganga Amadeusa Mozarta i Michaela Haydna, literaturę poświęconą historii sztuki oraz regionalia związane z Salzburgiem.

## Udostępnianie
Zbiory są dostępne dla czytelników na miejscu, w większości nie są wypożyczane na zewnątrz. Inkunabuły i rękopisy są również udostępniane na miejscu do celów naukowych. Zellenbibliothek nie jest dostępna dla publiczności, jednakże można ją zwiedzać po wcześniejszym umówieniu się.